# Robots (film, 2005)
Pour les articles homonymes, voir Robots.
Pour plus de détails, voir Fiche technique et Distribution.
Robots est un film d'animation américain de Chris Wedge et Carlos Saldanha sorti en 2005. Il est dédié à David Boyd Brown.
Le développement du film a commencé en 2000, lorsque Wedge et William Joyce n'ont pas réussi à adapter le livre de 1993 de Joyce, Santa Calls, et ils ont décidé d'écrire un scénario sur les robots.
Robots a rapporté 262,5 millions de dollars dans le monde pour un budget de 75 millions de dollars et a reçu des critiques généralement positives.

## Synopsis
Ecrouville, dans un monde peuplé entièrement de robots. Herb Copperbottom sort en jubilant de son lieu de travail, ayant appris sa paternité imminente. Rentré à la maison, sa femme lui apprend qu'il a raté la livraison de leur enfant, qu'il faut désormais monter. Douze heures de travail plus tard, Rodney Copperbottom est né. Durant son enfance, le jeune Rodney se montre très inventif, inspiré par le show télévisé de Mr. Bigweld, inventeur, grand bienfaiteur des robots et patron des industries Bigweld, consacrées à la recherche et à la fabrication de pièces détachées pour les robots, et dont la devise est "Que vous soyez de plomb, de fer ou de nickel, vous pouvez toujours faire des étincelles.". Ses études supérieures accomplies, Rodney conçoit Wonderbot, un petit robot pour aider son père, lave vaisselle dans un restaurant, où lui même travaille également. Mais la machine, stressée par l'arrivée brutale du patron de l'établissement, se détraque et saccage la cuisine. Rodney est renvoyé.
Le soir même, les parents de Rodney retrouvent leurs fils à la gare, achetant un billet pour Robotville, foyer des industries Bigweld, avec la ferme intention de rencontrer Mr. Bigweld et de lui présenter ses idées. Alors que la mère tente de le dissuader, le père le conforte dans son idée en lui rappelant qu'il faut savoir réaliser ses rêves, ayant lui-même eu un rêve qu'il a abandonné. Après avoir embrassé une dernière fois ses parents, Rodney quitte Ecrouville. Arrivé à Robotville, Rodney prend l'express pour les industries Bigweld, et fait la rencontre inopinée de Fender, robot aussi rouillé que bavard. Peu après, Rodney arrive devant la grande porte des industries Bigweld. Tim, le portier, après lui avoir ouvert, puis refermé brutalement la porte au nez, lui apprend que les industries ne recrutent plus de nouveaux inventeurs. Déçu, Rodney décide de s'introduire dans la salle de réunion situé à la tête du grand bâtiment des industries (qui ressemble d'ailleurs à Mr. Bigweld lui même).
Dans cette même salle, une assemblée générale est en cours. Bigweld n'est pas présent, et l'entreprise est géré par Phineas T. Ratchet, celui-ci détaille sa nouvelle stratégie commerciale : ne plus fabriquer de nouvelles pièces détachées, et fournir en échange des "mises à jour", carrosseries rutilantes mais hors de prix, et en profite pour changer la devise de l'entreprise en "Pourquoi être obsolète quand on peut changer de tête.". Rodney surgit alors, et constate que Bigweld n'est pas là. Après avoir brièvement tenté de présenter son invention à Ratchet, il se fait éconduire par la sécurité et jeter dehors. Il retrouve alors Fender, accompagné de sa sœur Piper et de trois autres amis, en train de fouiller les poubelles à la recherche de pièces détachées.
Pendant ce temps Ratchet rend visite à sa mère, Mme Gasket, la gérante du casse pipe, atelier géant où les pièces ramassées par les balayeurs arpentant la ville sont fondues en lingots avant d'être recyclées en mises à jour. Elle lui fait part de son ambition d'anéantir Bigweld, et de placer son fils à la tête d'un gigantesque empire. Pendant ce temps, Fender, dont la tête s'est détachée, rentre avec ses amis dans la boutique du réparateur du quartier, qui leur apprend que les pièces de son modèle ne sont plus disponibles, et qu'il est désormais obsolète. Rodney arrive alors, et parvient à remettre la tête de Fender en place. Piper lui annonce alors la situation : les robots obsolètes n'ayant pas moyen de se payer une mise à jour sont traqués et ramassés par les balayeurs et envoyés au casse pipe, où ils seront recyclés.
La petite troupe se rend chez Tante Fanny, ancienne artiste pétomane (avec le postérieur qui va avec) et hébergeuse de robots obsolètes. Le lendemain, Rodney se plaint de l'inaction de ses nouveaux amis, alors que Bigweld a disparu. Des dizaines de robots se pressent alors devant la boutique du réparateur, qui ne fournit plus que des mises à jour. Rodney se propose de les réparer, ce qu'il fait brillamment. Mais la demande est trop importante, et Rodney en conclut qu'il faut que Bigweld revienne pour aider tous ces robots. Wondebot lui rappelle alors que se tient ce soir le grand Bal des industries Bigweld, où Bigweld lui-même sera forcément présent. Il s'infiltre à la fête, accompagné de Fender. Ratchet apparaît alors et annonce à l'assemblée que Bigweld ne sera pas présent. Rodney s'insurge, et se dévoile comme celui qui répare les robots, que recherche justement Ratchet, mis au courant par Gasket. Cappy, une ravissante robot employée de haut rang des industries Bigweld, s'interpose et raccompagne Rodney, qui la convainc d'aller au domicile de Bigweld. Pendant ce temps, Fender s'est fait attraper par un balayeur, et est emmené au casse pipe. Après avoir surpris une conversation entre Ratchet et Gasket, et vu de nouveaux modèles de balayeurs plus performants destiné à ratisser définitivement les obsolètes, il parvient à s'échapper avec une nouvelles paire de jambes.
Rodney et Cappy finissent par retrouver l'inventeur, qui ne travaille plus aux industries, et occupe ses journées en faisant de gigantesques circuits de dominos. Il explique à Rodney qu'avec Ratchet, l'intérêt de profit a pris le pas sur la volonté de Bigweld d'aider les robots, et ce dernier, déclaré démodé, s'est vu contraint de démissionner, laissant son poste à Ratchet, et a décidé d'abandonner la partie. Il conseille à Rodney de rentrer chez lui, car il ne sera pas de taille à affronter Ratchet. A la gare, pendant que Cappy achète un billet pour Ecrouville pour Rodney, ce dernier est au téléphone avec son père, dont les pièces manquent et l'état se dégrade. Tante Fanny arrive accompagné des autres obsolètes, venus lui dire au revoir. Fender (ayant désormais un aspect efféminé) débarque alors et met au courant ses amis des desseins meurtrier de Ratchet. Les robots décident alors de rester pour contrer Ratchet. Ils sont finalement rejoints par Bigweld lui-même, qui a changé d'avis.
Le lendemain, Bigweld fait une entrée fracassante au siège des industries, décidé à reprendre la place que lui a prise Ratchet, mais ce dernier parvient à l'assommer. Bigweld est alors évacué par Rodney, aidé de Cappy. Ratchet finit par les dérouter au terme d'une folle course-poursuite, qui se termine à l'entrée du casse pipe. Mais Bigweld est éjecté et disparaît dans la structure. Rodney et ses amis décident de s'augmenter avec le tas de pièces disponibles. Pendant ce temps, Bigweld est coincé dans un chariot le menant à la fonderie, sous le regard satisfait de la mère de Ratchet. Le mécanisme est alors stoppé par Rodney, rejoint par ses amis, qui affronte l'armée de Gasket et Ratchet (assistée par les nouveaux modèles de nettoyeurs), rejoints par Piper, Tante Fanny et des dizaines d'autres robots. Alors que Wonderbot affronte Gasket dans un combat singulier, Rodney parvient à sauver Bigweld de la fonderie, et avec lui neutralise les balayeurs, dont l'un était conduit par Ratchet. Ce dernier parvient à sauter à temps et s'accroche à sa mère, éjectée par Wonderbot. Celle-ci atterrit finalement dans la fonderie, alors que Ratchet est enchaîné au plafond, étant ainsi hors de combat, alors que les robots parviennent à battre l'armée du casse pipe.
Plus tard, à Ecrouville, les rues sont en liesse, car Bigweld (à la demande de Rodney) est présent. Le jeune robot présente le grand inventeur à son père, qui reçoit de celui ci de nouvelles pièces détachées. Bigweld annonce alors que Rodney sera son bras droit, et à terme, son successeur. Le film se termine en chanson, entrainée par la trompette du père de Rodney qui ici réalise son grand rêve : devenir musicien.

## Fiche technique
- Titre : Robots
- Réalisation : Chris Wedge et Carlos Saldanha (et Jimmy Hayward comme réalisateur de séquences)
- Scénario : Lowell Ganz et Babaloo Mandel d'après l'histoire de Jim McClain et Ron Mita
- Storyboard : Chris Renaud, Karen Disher, Enrico Casarosa et Steve Martino
- Musique : John Powell

- Budget : 75 000 000 $[1].
- Pays de production :  États-Unis
- Genre : animation
- Durée : 91 minutes
- Dates de sortie :
  - États-Unis : 11 mars 2005
  - Suisse romande : 17 mars 2005
  - France : 6 avril 2005

## Distribution

### Voix anglaises

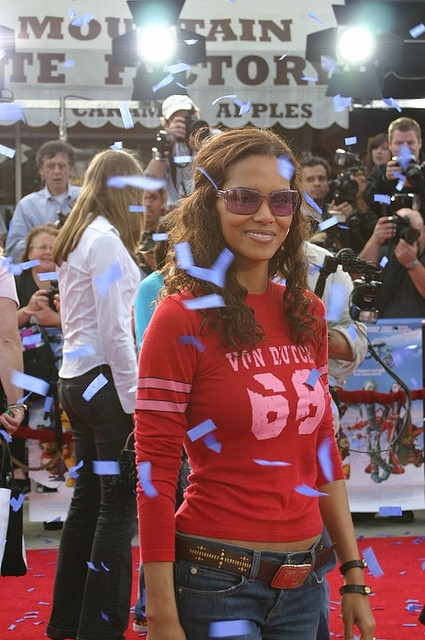
L'actrice Halle Berry à la première du film.

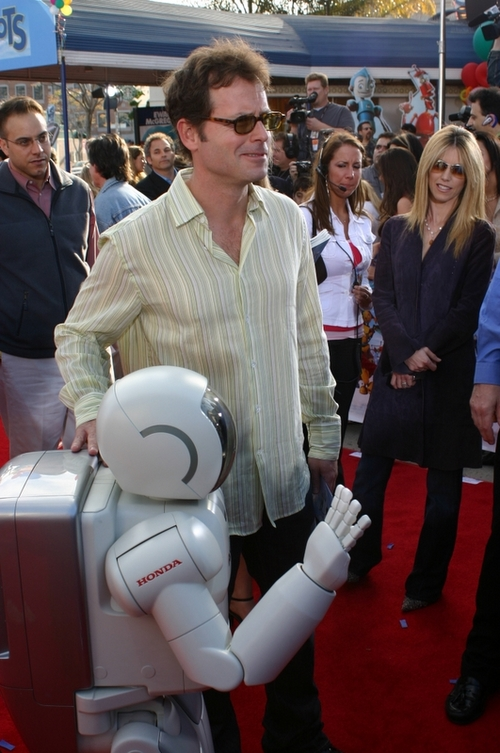
Et l'acteur Greg Kinnear, également à la première.

- Ewan McGregor : Rodney Copperbottom
- Robin Williams : Fender
- Halle Berry : Cappy
- Mel Brooks : Bigweld
- Stanley Tucci : Mr. Copperbottom
- Dianne Wiest : Mrs. Copperbottom
- Greg Kinnear : Ratchet
- Paul Giamatti : Tim le gardien
- Jim Broadbent : Mrs. Gasket
- James Earl Jones : La boîte du magasin
- Amanda Bynes : Piper
- Drew Carey : Crank
- Harland Williams : Lug

### Voix françaises
- Vincent Cassel : Rodney Copperbottom[2]
- Élie Sémoun : Fender, le frère de Piper
- Monica Bellucci : Cappy
- Jean Rochefort : Bigweld
- Virginie Efira : Piper
- Édouard Baer : Ratchet
- Roger Carel : Mme Gasket
- Jean-Philippe Puymartin : Herb Copperbottom
- Bernard Alane : Crank
- Paul Borne : Lug
- Emmanuèle Bondeville : Mme Copperbottom
- Marc Alfos : Jack Hammers
- Jean-Claude Sachot : M. Gunk
- Brigitte Virtudes : Tante Fanny
- Laurent Morteau : Tim
- Jean-Claude Donda : annonceur de scène
- Pascal Casanova : Voix additionnelles

### Voix québécoises
- Hugolin Chevrette : Rodney Copperbottom[3]
- Benoît Brière : Fender
- Anne Dorval : Cappy
- Pierre Collin : Bigweld
- Éveline Gélinas : Piper
- Guy Nadon : Crank / Monsieur Rondanan
- Antoine Durand : Ratchet
- André Montmorency : Mme Gasket
- Pierre Verville : M. Gasket
- Alain Zouvi : M. Copperbottom / grosse caisse
- Claudine Chatel : Mme Copperbotton
- Louise Rémy : Tante Fanny
- Marc Bellier : M. Gunk
- Renaud Paradis : Tim
- Manuel Tadros : Robot de toilette
- Vincent Davy : Lampadaire
- Gilbert Lachance : Exécutif à grande gueule
- Patrice Dubois : annonceur de scène
- François Sasseville : Robot conducteur
- François L'Écuyer : présentateur de Bigweld
- Ronald France : le conducteur du train
- Patrick Peuvion : annonceur de lutte

## Production
Au départ, Chris Wedge et William Joyce avaient décidé de faire une adaptation cinématographique du livre de Joyce, Santa Calls. Après un test d'animation raté en 2000, Wedge et Joyce décident de développer à la place une histoire originale sur le monde des robots. En 2001, ils présentent le concept au président de la 20th Century Fox Animation, Chris Meledandri, en tant qu'idée visuelle. Bien qu'il ne soit pas initialement impressionné, Meledandri a accepté de donner le feu vert au film et devient le producteur exécutif. La production du film commence en 2002, peu de temps après la sortie de L'Âge de Glace. Wedge retrouve l'équipe de son premier film, dont Carlos Saldanha en tant que co-réalisateur. En juin 2003, le film a été annoncé par la Fox au cinéma IMAX du Musée américain d'histoire naturelle. Cette annonce a confirmé l'ensemble du casting et a prévu la sortie du film en 2005.

## Sorties cinéma
- Singapour : 10 mars 2005
- États-Unis, Mexique : 11 mars 2005
- Suisse romande : 17 mars 2005
- France : 6 avril 2005
- Corée du Sud, Hong Kong : 28 juillet 2005
- Chine : 29 juillet 2005
- Japon : 30 juillet 2005

## Accueil

### Accueil critique
Sur Rotten Tomatoes, le film a un taux d'approbation de 64% basé sur 183 critiques, avec une note moyenne de 6,6/10. Le consensus du site se lit comme suit : "Robots ravi visuellement, mais le scénario donne l'impression de sortir d'une chaîne de montage." Metacritic, donne au film un score moyen pondéré de 64 sur 100 basé sur 33 critiques, indiquant "des critiques généralement favorables". Le public interrogé par CinemaScore a attribué au film une note "A" sur une échelle de A+ à F.
En France, le site Allociné propose une note moyenne de 3,4⁄5 à partir de l'interprétation de critiques provenant de 15 titres de presse.

### Box-office
Sur le sol américain, Robots récolte 128 200 012 de dollars de recettes et 132 518 318 de dollars à l'international.
En France, il attire 294 261 spectateurs durant la première semaine d'exploitation et cumul 1 126 593 entrées en 17 semaines, soit le 44e résultat au box-office annuel français.

## Autour du film
- L'air de Fender intitulé Je chante sous la graisse est un pastiche de Je chante sous la pluie du film Chantons sous la pluie.
- La bande originale du film en France est Mon Paradis de Jonatan Cerrada.
- Pour la sortie japonaise, le film utilise Mawaru Sora écrit par Hitomi Yaida au générique de fin[12],[13],[14].
- Lorsque Rodney et Fender discutent dans la chambre de ce dernier, une parodie du tableau American Gothic est visible en arrière-plan. Les deux personnages du tableau initial sont remplacés par des robots.
- Un des robots vu dans le film (d'abord à la gare de Robot-Ville puis après la défaite de Ratchet) est identique à l'homme de fer du roman Le Magicien d'Oz.
- Lorsque Rodney arrive à Robot-Ville, on peut entrevoir un robot très ressemblant à Sid, le paresseux (vers 15 minutes de film). Les réalisateurs, Chris Wedge et Carlos Saldanha, ont voulu faire un clin d’œil à leur précédent film d'animation en commun qui n'est autre que L'Âge de glace sorti trois ans auparavant.
- Quand Diesel essaie une cassette vocale à la boutique de Jack Hammer, il dit : "La Force est puissante en lui" ce fait référence à Star Wars, franchise dans laquelle a joué Ewan McGregor.
- Dans la version française, lorsque Lug, Crank et Diesel fouillent dans les poubelles à la recherche de pièces détachées et que ce dernier trouve une "boîte vocale", on peut entendre les commentaires de Thierry Roland lors de la finale de la Coupe du Monde 1998, au moment de la victoire de la France 3-0 face au Brésil.
- Dans la version originale, lors de l'intrusion au bal de Bigweld, Fender propose l'indicatif publicitaire de Ricola comme cri d'alerte.
- Lors de la grande réparation des obsolètes organisée par les Rouillés, on peut voir un robot similaire au patient du jeu Docteur Maboul. Celui-ci se fait retirer une clé de la jambe, à l'instar dudit patient.
- Jack Hammer, le propriétaire du magasin de pièces détachées de Robot-Ville, était déjà apparu dans un court-métrage servant de pilote au film. Dans ce court-métrage, il jouait un réalisateur de films assez strict avec son égérie[15].

## Adaptation
Le film a été adapté en jeu vidéo Robots sorti en 2005 sur Windows, GameCube, PlayStation 2, Xbox, Game Boy Advance et Nintendo DS.